# Yimenosaurus youngi
Yimenosaurus youngi es la única especie conocida del género extinto  Yimenosaurus   (“lagarto de Yimen”) de dinosaurio sauropodomorfo plateosáurido, que vivió a principios del período Jurásico, hace aproximadamente 195 y 190  millones de años, en el Hettangiense y el Sinemuriense, en lo que es hoy Asia.

## Descripción
Yimenosaurus es un prosaurópodo de tamaño medio que llegó a medir 9,00 metros de largo, 3 de alto y alrededor de 2 toneladas de peso. Posee un cráneo corto y profundo, aproximadamente 2/3 de alto que de largo, parecido al de los saurópodos posteriores, este es extremadamente grácil, las narinas son elípticas y las órbitas semicirculares y de tamaño moderado con la fenestración anterorbital triangular  y larga. La mandíbula es delicada con el centro de la rama relativamente alta, la abertura de la mandíbula bien desarrollada. Presenta 4 dientes premaxilares 17 y 18 maxilares en la parte superior e inferior respectivamente, en el dentario 21 y 23. Los dientes son compactos  y con forma de cuchara, con estrías. El cuello es largo y fuerte, con brazos más cortos que las piernas. El sacro es robusto, con un fuerte fémur y la antepierna del mismo tamaño que este. El dedo 5 está reducido, el ungal del dedo 1 es robusto pero el de los dedos 2, 3, 4 están reducidos.

## Descubrimiento e investigación
Encontrado en agosto de 1987 por el señor Xingyong Zhang un buscador de fósiles asistente del Museo Provincial de Yunnan. Consiste en 3 toneladas de material, que fueran preparados por la academia regional de cultura. Se encontraron en la formación Fengjiahe, en la Provincia de Yunnan, China. Se usaron dos de los más grandes y mejores conservados especímenes para la descripción y comparación con Plateosaurus y Lufengosaurus.
El género fue nombrado por primera vez en 1990 por Ziqi Bai, Jie Yang y Guohui Wang, junto con su tipo y única especie, Yimenosaurus youngi. Conocido por dos especímenes, Yimenosaurus es relativamente completo para su tipo de sauropodomorfo. Los especímenes fueron descritos originalmente en 1990 por Ziqi Bai , Jie Yang y Guohui Wang , y los descriptores nombraron para ellos un binomio completo, Yimenosaurus youngi. Bai y colegas crearon  el nombre del género a partir del condado de Yimen, el lugar del descubrimiento en la provincia de Yunnan, China, y la palabra latina saurus, que significa "reptil". Para la especie, se eligió honrar a Yang Zhongjian, el padre y fundador de toda la paleontología china, quien fue muy conocido por su trabajo sobre los "prosaurópodos", y llamado en occidente C.C. Young. De los dos especímenes se eligió el holotipo, conocido a partir de un cráneo más completo . El holotipo, YXV 8701, se conoce a partir de un cráneo completo y una mandíbula a la que solo le falta el extremo anterior de la mandíbula y fragmentos menores de hueso alrededor de la órbita, así como los elementos poscraneales de vértebras cervicales y dorsales fragmentarias , todas vértebras sacras, un ilion, ambos isquiones, un fémur completo, y costillas incompletas y dañadas. YXV8702, el paratipo, se conoce a partir de un cráneo incompleto, muchas vértebras cervicales y dorsales, tres sacros, unas pocas vértebras caudales, un escápulocoracoides, una pelvis completa y casi ambas extremidades posteriores completas . Todos los especímenes fueron recuperados de la Formación Fengjiahe.

## Clasificación
Yimenosaurus es considerado como un Sauropodomorpha de la familia Plateosauridae. Aunque recientemente se ha puesto en duda esto debido a lo particular  de su cráneo. Esta clasificación fue realizada en 1990 pero sin un análisis cladístico exacto. Sin una descripción moderna es imposible indicar la posición filogenética de forma fiable.